# Marte Monsen
Marte Monsen (27 gennaio 2000) è una sciatrice alpina norvegese, vincitrice della Coppa Europa nel 2021.

## Biografia
Attiva in gare FIS dal novembre del 2016, la Monsen ha esordito in Coppa Europa il 2 febbraio 2017 a Châtel in slalom gigante (29ª) e in Coppa del Mondo il 21 dicembre 2018 a Courchevel nella medesima specialità, senza qualificarsi per la seconda manche. Sempre in slalom gigante il 9 febbraio 2019 ha colto a Berchtesgaden il primo podio in Coppa Europa (3ª), il 14 dicembre successivo la prima vittoria nel circuito, ad Andalo, e ai Mondiali juniores di Bansko 2021 ha conquistato la medaglia d'argento; in quella stessa stagione 2020-2021 in Coppa Europa si è aggiudicato sia la classifica generale, sia quella di slalom gigante. Ai Mondiali di Saalbach-Hinterglemm 2025, suo esordio iridato, si è piazzata 17ª nella discesa libera e non ha completato il supergigante; non ha preso parte a rassegne olimpiche.

## Palmarès

### Mondiali juniores
- 1 medaglia:
  - 1 argento (slalom gigante a Bansko 2021)

### Coppa del Mondo
- Miglior piazzamento in classifica generale: 61ª nel 2025

### Coppa Europa
- Vincitrice della Coppa Europa nel 2021
- Vincitrice della classifica di slalom gigante nel 2021
- 11 podi:
  - 4 vittorie
  - 3 secondi posti
  - 4 terzi posti

#### Coppa Europa - vittorie
| Data             | Località  | Paese    | Specialità |
| ---------------- | --------- | -------- | ---------- |
| 14 dicembre 2019 | Andalo    | Italia   | GS         |
| 28 febbraio 2021 | Livigno   | Italia   | GS         |
| 20 marzo 2021    | Reiteralm | Austria  | GS         |
| 17 marzo 2024    | Hafjell   | Norvegia | GS         |

Legenda:

GS = slalom gigante

### Campionati norvegesi
- 9 medaglie:
  - 1 oro (slalom gigante nel 2019)
  - 6 argenti (combinata nel 2017; discesa libera nel 2018; discesa libera nel 2019; supergigante, slalom gigante nel 2021; discesa libera nel 2024)
  - 2 bronzi (supergigante, combinata nel 2019)